# 77 (tal)
77 (syvoghalvfjerds, på checks også syvtisyv) er det naturlige tal som kommer efter 76 og efterfølges af 78.

## Inden for videnskab
- 77 Frigga, asteroide
- M77, spiralgalakse i Hvalfisken, Messiers katalog
- Grundstoffet iridium har atomnummer 77.

## Eksterne links
- Wikimedia Commons har flere filer relateret til 77 (tal)